# Chambre des députés (Mexique)
Pour les autres articles nationaux ou selon les autres juridictions, voir Chambre des députés.
LXVIe législature
Palais législatif de San Lázaro (es)
La Chambre des députés du Congrès de l'Union, couramment appelée Chambre des députés (en espagnol : Cámara de Diputados) est la chambre basse du Congrès de l'Union, le parlement bicaméral du Mexique. Elle est composée des représentants de la Nation, soit 500 députés élus tous les trois ans avec leurs suppléants. Elle siège au palais législatif de San Lázaro (es).

## Système électoral
La chambre est dotée de cinq cents députés élus pour trois ans selon un mode de scrutin parallèle. Trois cents sièges sont à pourvoir au scrutin uninominal majoritaire à un tour dans autant de circonscriptions électorales tandis que les deux cents restants le sont au scrutin proportionnel plurinominal à listes bloquées. Après décompte des suffrages dans les cinq circonscriptions régionales les sièges répartis à la proportionnelle le sont sans seuil électoral, mais en prenant en compte les résultats du scrutin majoritaire pour en ajuster la répartition de manière à ce qu'aucun  parti ne remporte plus de trois cents sièges, ce seuil étant néanmoins porté à trois cent quinze si le parti a recueilli plus de 60 % des suffrages.
La division territoriale des 300 circonscriptions électorales uninominaux est faite de manière que  chacune comporte environ le même nombre d'habitants.
La distribution des districts électoraux uninominaux entre les entités fédérées se fait en tenant compte du dernier recensement général de la population, les États ne pouvant avoir moins de deux districts électoraux uninominaux.
L'élection des 200 députés selon le principe de représentation proportionnelle et le système de listes régionales est soumise aux principes et règles prévues par la loi.

## Députés
Selon la Constitution de 1917, les députés sont les représentants de la nation. Pour être élu député, quel que soit le principe d'élection, il est nécessaire de réunir les prérequis suivants:
Article 55.1 : Pour être député, il est nécessaire de réunir les prérequis suivants:
- I. Être citoyen mexicain de naissance et jouir de tous ses droits civiques.

- II. Avoir vingt et un ans révolus au jour de l'élection.

- III. Être originaire de l'État où a lieu l'élection, ou bien voisin de celui-ci en y ayant résidé plus de six mois à la date de l'élection, ou bien -dans le cas des candidats par représentation proportionnelle, être originaire d'un des États qui forment la circonscription suivant les mêmes obligations. Le voisinage ne peut être perdu pour cause d'absence dans l'exercice des charges publiques d'élection populaire.

- IV. Ne pas être en service militaire ou occuper un poste de policier ou de gendarme au moins 90 jours avant l'élection.

- V. Ne pas être titulaire des organismes auxquels cette Constitution confère l'autonomie, ni Secrétaire ou sous-secrétaire d'État, ni titulaire d'aucun organisme décentralisé ou déconcentré de l'administration publique fédérale, à moins d'avoir quitté ses fonctions 90 jours avant l'élection.

Ne pas être ministre de la Cour Suprême de Justice de la Nation, ni magistrat, ni Secrétaire du Tribunal Électoral du Pouvoir Judiciaire de la Fédération, ni Conseiller Président ou Conseiller électoral aux conseils généraux, locaux ou de district de l'Institut Fédéral Électoral, ni Secrétaire exécutif, Directeur exécutif ou personnel professionnel de direction de ce même Institut, à moins d'avoir quitté définitivement ses fonctions trois ans avant le jour de l'élection.
Les gouverneurs des États et le chef de gouvernement du District Fédéral ne pourront être élus dans les entités de leurs juridictions respectives durant leur mandat, quand bien même ils auraient quitté leurs postes.
Les Secrétaires de gouvernement des États et du District Fédéral et les juges fédéraux, d'États ou du District Fédéral, tout comme les présidents municipaux et titulaires d'un organe politico-administratif dans le cas du District Fédéral, ne pourront être élus dans les entités de leur juridiction respective s'ils ne quittent leurs fonctions définitivement 90 jours avant l'élection.
- VI. Ne pas être ministre de quelque culte religieux que ce soit.

- VII. Ne pas être soumis aux incapacités signalées à l'article 59.

## Législatures
La durée du mandat d'un député est de trois ans et est appelée législature. Elle est numérotée à partir de 1875, date d'installation de la première législature.
Chaque législature s'installe le 1er septembre de l'année de son élection et se termine le 31 août après trois ans.
Depuis le 1er septembre 2024, la 66e législature est installée. Elle se terminera le 31 août 2027.